# Manfred Kriener
Manfred Kriener (* 22. November 1953 in Schramberg) ist ein deutscher Journalist und Autor, der zur Gründergeneration der Tageszeitung taz gehört. Er beschäftigt sich vor allem mit Umwelt und Umweltpolitik, Ernährungsthemen und ist auch Weinjournalist. Kriener lebt seit 1980 in Berlin.

## Leben
Kriener arbeitet seit 1975 als Journalist. Von 1980 bis 1990 war er taz-Redakteur für Ökologie. Seit 1990 ist er freier Journalist für Umwelt und Wissenschaft. Er war Mitglied des inzwischen aufgelösten Journalistenbüros Contrapunkt und ist aktuell Mitglied der textetage.
Kriener war von August 2001 bis 2006 Chefredakteur der Zeitschrift Slow Food und war von 2008 bis 2013 gemeinsam mit Marcus Franken Chefredakteur der Umweltzeitschrift Zeo2. Kriener ist seit 2001 verheiratet und lebt in Berlin.

## Publikationen
- mit Bartholomäus Grill (Hrsg.): Er war einmal. Der deutsche Abschied vom Wald. Focus-Verlag, Gießen 1984, ISBN 3-88349-311-2
- mit Irene Meichsner & Gerd Rosenkranz: Die neue Offensive der Atomwirtschaft. Treibhauseffekt, Sicherheitsdiskussion, Markt im Osten. Beck, München 1992, ISBN 3-406-34085-7
- Manfred Kriener (Herausgeber), Adolf Buitenhuis (Designer), Barbara Bauer (Herausgeber), Dorothee D'Aprile (Herausgeber): Warmzeit. Klima, Mensch und Erde. TAZ Verlags- und Vertriebsgesellschaft (Verlag),  Le Monde diplomatique (Herausgeber), Berlin 2017, ISBN 978-3-937683-62-1.
- Manfred Kriener: 95 Thesen für Kopf und Bauch. Bischöfliches Hilfswerk Misereor e.V., Slow Food Deutschland e.V., Aachen 4. September 2017 (misereor.de [PDF] http://d-nb.info/1203388462).
- Lecker-Land ist abgebrannt. Ernährungslügen und der rasante Wandel der Esskultur, S. Hirzel Verlag, Stuttgart 2020, ISBN 978-3-7776-2893-6[4]

## Journalistenpreise
- Journalistenpreis der Deutschen AIDS-Stiftung (1995)
- Medienpreis der Deutschen Umwelthilfe (2007) in der Kategorie Printmedien